# Adelaide Cottage

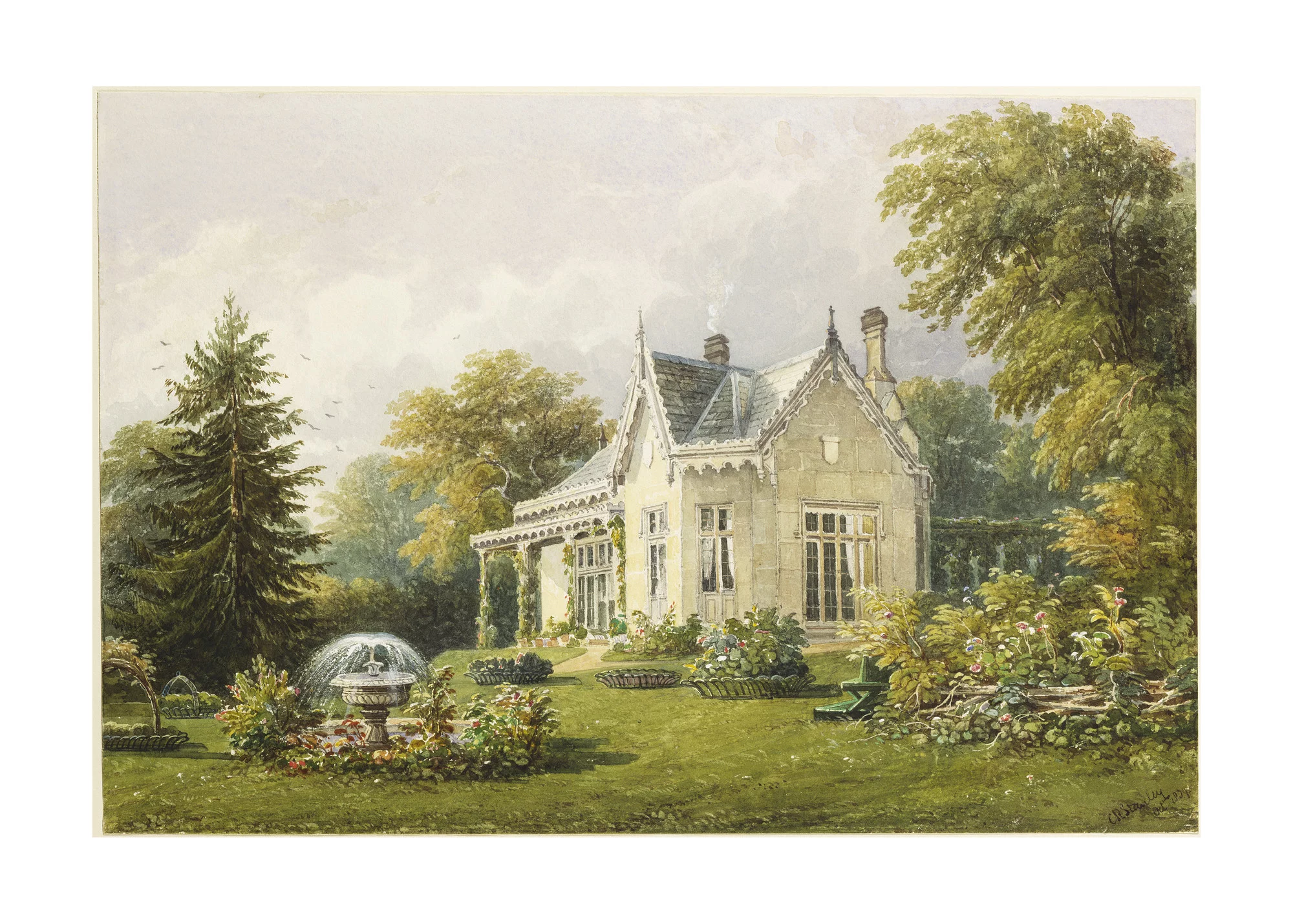
Pintura da residência feita em 1839 por Caleb Robert Stanley

Adelaide Cottage (anteriormente conhecida como Adelaide Lodge) é uma casa de campo pertencente à coroa britânica que fica nos terrenos do Castelo de Windsor (Windsor Home Park), no condado inglês de Berkshire. 
É, desde agosto de 2022, a residência do Príncipe William, primeiro na linha de sucessão ao trono, e sua família. 

## Localização
Adelaide Cottage foi construída a leste do Castelo de Windsor, entre a Adelaide Road e o Queen Victoria's Walk, e fica a apenas 10 minutos de caminhada do Castelo de Windsor. 

## História
Construída em 1831 sob supervisão do arquiteto Jeffry Wyatville para a Rainha Adelaide (de onde provém seu nome), esposa do rei William IV, a residência já foi chamada de "castamente elegante". A imprensa reportou em 2022 que ela é uma casa "modesta", de apenas quatro quartos. 
A residência conta também com duas salas, uma lareira de mármore no estilo greco-egípcio que data da época da regência e um jardim privado e foi toda reformada em 2015. 
"Fonte dizem que sonham [William e a esposa] com uma casa "modesta" com jardim para que as crianças possam brincar juntas ao ar livre", reportou o The Sun em junho de 2022. 
Peter Townsend, amante da Princesa Margaret, a falecida irmã da Rainha Elizabeth II, residiu na casa com sua família entre 1944 a 1952. 

### Residência dos Cambridge
Em junho de 2022 surgiram os primeiros rumores de que William, sua esposa Catherine e os três filhos do casal pudessem se mudar para a residência no verão seguinte , o que foi confirmado em 22 de agosto de 2022, quando o Palácio de Kensington enviou um comunicado para os veículos de imprensa. "William e Catherine querem privacidade e um ambiente rural para eles e seus três filhos - George, nove anos, Charlotte, sete, e Louis, quatro anos", reportou a BBC então. 
Além desta residência, a família também manterá Anmer Hall, em Norfolk, e um apartamento no Palácio de Kensington, em Londres. 

## Sumário
- Este artigo foi inicialmente traduzido, total ou parcialmente, do artigo da Wikipédia em inglês cujo título é «Adelaide Cottage».